# Beiji
Pour les articles homonymes, voir Beiji (homonymie).
En astronomie chinoise, Beiji (litt. « L'astérisme du pôle Nord ») est un astérisme constitué de cinq étoiles situé dans la constellation de la Petite Ourse. L'étoile la plus brillante de Beiji est dénommée Di (litt. « L'Empereur »).  
Beiji est situé à proximité de l'astérisme Gouchen. 

## Référence
- (en) Francis Richard Stephenson et David A. Green, Historical supernovae and their remnants, Oxford, Oxford University Press, 2002, 252 p. (ISBN 0198507666), p. 191.